# Конотопський Олександр Володимирович
Олександр Володимирович Конотопський (нар. 7 червня 1986, Київ, УРСР) — український підприємець, інвестор та інженер.

## Життєпис

### Освіта
2004—2009 — навчався у КПІ за спеціальністю «Телекомунікаційні системи та мережі».

### Бізнес
2007 року, під час навчання в КПІ, Конотопський став писати про бізнес до щотижневика «Власть денег», згодом протягом року працював інженером із радіопланування в МТС-Україна.
2008 року створив інтернет-магазин охоронного обладнання Secur, де працював до 2014 року. 2012 року магазин став одним із найбільших продавців охоронного обладнання України.
2011 року створив компанію Ajax Systems (на той час — Науково-виробниче підприємство «Аякс»). Конотопський за власними словами вклав у компанію $50 тис. Першим зовнішнім інвестором став фонд SMRK, що 2015 року вклав у проєкт Конотопського $1 млн.
Компанія є прибутковою, але публічно не розкриває фінансових показників, її прибутковість невідома, 2022 року Forbes оцінила вартість компанії у $500 млн. Станом на 2020 рік Ajax налічувала 1500 співробітників, 2022 вона мала 2500 співробітників, діяла на ринках 169 країн і була одним зі світових лідерів у галузі виробництва систем безпеки. У травні 2022 року Олександр відкрив завод компанії в Туреччині.
2017 року був спікером у TEDx Lviv.
2019 року Конотопський продав міноритарну частку Ajax Systems Horizon Capital за $10 млн.
У травні 2022 року Олександр підтримав лист до президента Зеленського щодо деструктивних дій із боку Данила Гетьманцева та з проханням про його відставку.
2022 — World of Forbes включає Конотопського до списку визначних бізнесменів різних країн.
У грудні 2022 року Конотопський за 6 млн грн купив на благодійному аукціоні портрет президента Зеленського, зроблений фотографом Олександром Чекменьовим для журналу Time.
З 2023 є членом ради директорів Спілки українських підприємців, з того ж року є членом Наглядової ради КПІ, що має розвивати університет та контролювати роботу його керівництва.
Член Ради з питань підтримки підприємництва — консультативно-дорадчого органу при Президентові України (з 27 червня 2025).

## Визнання
- 2021 — № 28 серед найбагатших людей України із капіталом у $340 млн (за версією Forbes)[22]
- 2021 — підприємець року за версією Forbes[23]

- 2022 — № 20 у тому ж списку зі $320 млн[24]